# 圣艾蒂安德维克
圣艾蒂安德维克（法語：Saint-Étienne-de-Vicq，法語發音：[sɛ̃.t‿etjɛn də vik]）是法国阿列省的一个市镇，位于该省东南部，属于维希区。

## 地理
圣艾蒂安德维克（46°10'36"N, 3°32'1"E）面积19.22 平方千米，位于法国奥弗涅-罗讷-阿尔卑斯大区阿列省，该省份为法国中部省份，北起涅夫勒省、西北接谢尔省，西南至克勒兹省，南至多姆山省，东南临卢瓦尔省，东临索恩-卢瓦尔省。
与圣艾蒂安德维克接壤的市镇（或旧市镇、城区）包括：比勒祖瓦、博斯、屈塞、马涅、莫勒、波旁地区圣克里斯托夫。

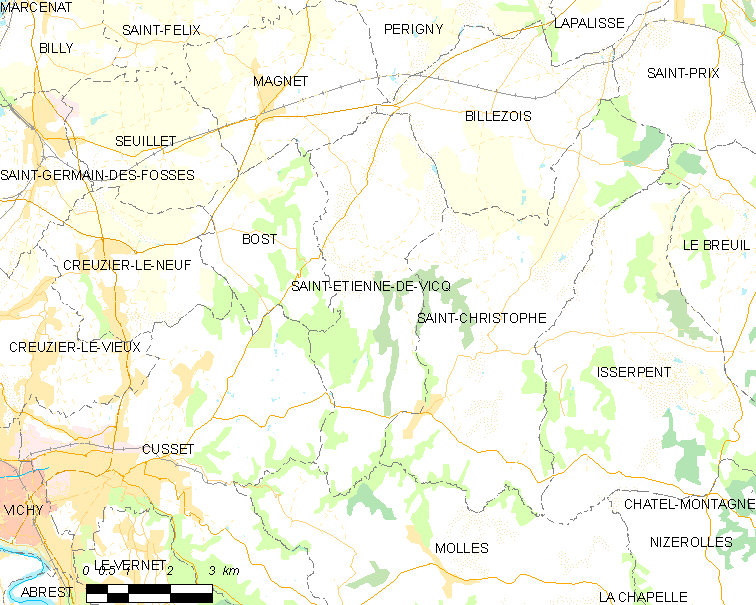
圣艾蒂安德维克的OSM定位图

圣艾蒂安德维克的时区为UTC+01:00、UTC+02:00（夏令时）。

## 行政
圣艾蒂安德维克的邮政编码为03300，INSEE市镇编码为03230。

## 政治
圣艾蒂安德维克所属的省级选区为拉帕利斯县。

## 人口

1962-2008年间圣艾蒂安德维克人口变化图示

圣艾蒂安德维克于2022年1月1日时的人口数量为527人。